# بندر داخلی
بندر داخلی یا بندر درون سرزمینی به بندری گفته می‌شود که در آبراهه‌های داخلی مانند رودخانه، دریاچه یا کانال آبی قرار گرفته است که ممکن است به دریاهای آزاد و اقیانوس متصل باشد یا این که ارتباطی با آبهای آزاد نداشته باشد. به بندر خشک هم بندر داخلی گفته می‌شود چرا که در مناطق خاکی و داخلی یک کشور (و نه در مناطق ساحلی) ساخته می‌شوند.

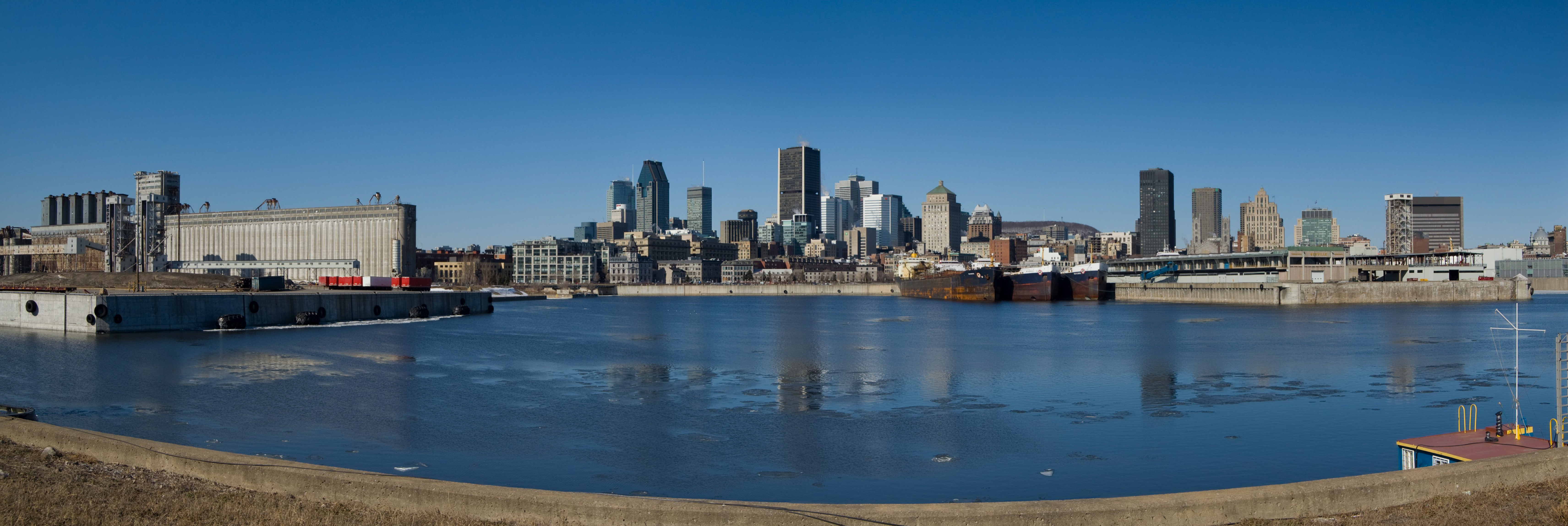
بندر مونترال دومین بندر شلوغ کانادا